# Maria von Herbert
Barones Maria Regina von Herbert (Klagenfurt, 6 september 1769 – 23 mei 1803) was de zus van Franz Paul von Herbert, een Oostenrijkse mecenas en fabrikant van loodwitverf. Ze is vooral bekend om een aantal brieven aan de filosoof Immanuel Kant.

## Leven
Maria "Miza" (of "Mitza") von Herbert was een dochter van industrieel ondernemer Johann Michael Baron von Herbert en van Maria Anna (geboren Fux, 1749-1779). Ze groeide op in het Herbertstöckl, het landhuis van de Herberts aan de St. Veiter Ring in Klagenfurt. Ze kocht in maart 1802, iets meer dan een jaar voor haar verdwijning, het Stückler Huis in Klagenfurt St. Martin. Ze maakte deel uit van een groep mensen uit Klagenfurt en omgeving rond haar broer Franz Paul von Herbert. Deze groep deelde anti-monarchistische opvattingen, een achtergrond in de vrijmetselarij en een interesse in de Verlichtingsidealen en de filosofie van Immanuel Kant. Maria von Herbert had waarschijnlijk een relatie met Ignaz von Dreer zu Thurnhub (1762–1842), lid van deze Herbert-kring. In haar brieven noemt hem een vriend. Maar nadat ze hem vertelt over een eerdere relatie, keert hij zich van haar af. Daarna was ze niet in staat haar leven een nieuwe richting te geven. Dit bracht haar er in 1791 toe een brief aan Kant te schrijven. Ze schrijft: "Als ik niet zoveel van uw werk had gelezen, zou ik zeker mijn eigen leven hebben genomen." Ze vraagt Kant "om hulp, troost of advies omtrent de dood".  Kant antwoordt haar in een lange brief waarvan het concept bewaard is gebleven. Later volgen nog twee brieven aan Kant, geschreven begin 1793 en 1794. Kant kondigde in zijn correspondentie met Karl Leonhard Reinhold in mei 1793 aan een andere brief aan haar te schrijven maar zij ontving geen brief meer van hem. Op 23 mei 1803, de dag van haar verdwijning, gaf ze een lunch in het Stückler Huis. Onder valse voorwendselen verliet ze haar gasten en pleegde waarschijnlijk nog dezelfde dag zelfmoord, zoals ze aankondigde in brieven die ze aan haar intimi had achtergelaten. Haar lichaam is nooit gevonden. In 2016 werd via een tentoonstelling op de Universiteit van Klagenfurt bekend dat ze een buitenechtelijke zoon had.

## Briefwisseling
Voor zover bekend zijn er maar vier brieven van Maria von Herbert bewaard, waarvan drie aan Kant. Ze worden gekenmerkt door filosofische strengheid en welsprekendheid. De drie brieven aan Kant gaan over vriendschap, objectivering, het Kantiaanse onderscheid tussen liegen (iets zeggen dat niet waar is) en verzwijgen (niet de volledige waarheid zeggen)  en zelfmoord. De vierde brief is uit 1800 en gericht aan de arts en filosoof Johann Benjamin Erhard, de beste vriend van haar broer. Ze vraagt hem om haar aan apathie lijdende broer te bezoeken of om hem onder een of ander voorwendsel naar Berlijn te halen. Ze vreest dat hij zelfmoord zal plegen, wat hij in 1811 ook doet, acht jaar na haar eigen vrijwillige dood.